# Belle Valley

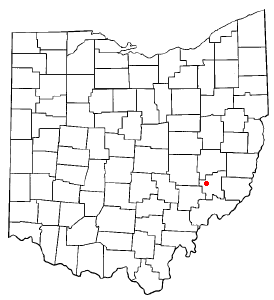
Belle Valley na planie stanu Ohio

Belle Valley – wieś w USA, w stanie Ohio, hrabstwie Noble.
Liczba mieszkańców w 2010 roku wynosiła 223, a w roku 2012 wynosiła 223.